# Drosophila aenicta
Drosophila aenicta este o specie de muște din genul Drosophila, familia Drosophilidae, descrisă de Hardy în anul 1967. Conform Catalogue of Life specia Drosophila aenicta nu are subspecii cunoscute.